# اتحاد المنظمات الهندسية في الدول الإسلامية
اتحاد المنظمات الهندسية في الدول الإسلامية (بالإنجليزية: Federation of Engineering Institutions of Islamic Countries) تأسس اتحاد المؤسسات الهندسية في الدول الإسلامية (FEIIC) لأول مرة في مايو 1989، ويتألف من 16 دولة عضو وعدد من أعضاء الشركات والمؤسسات من بين المؤسسات الأكاديمية والبحثية والاستشاريين والمقاولين والمنظمات الأخرى. FEIIC هو منظمة مهنية دولية غير ربحية ، بهدف تعزيز الشركة في التعليم الهندسي والبحث والممارسة المهنية في البلدان الإسلامية.